# 法哈德·阿哈邁德·阿賈伯·阿薩巴赫
謝赫 法哈德·阿哈邁德·阿賈伯·阿薩巴赫（阿拉伯語：阿拉伯語：；1945年8月10日—1990年8月2日）是薩巴赫家族成員、軍官與體育行政人士。他為亞洲手球總會與科威特奧林匹克委員會的創辦人。 法哈德於伊拉克入侵科威特首日被伊拉克軍隊擊斃。

## 早年生活
法哈德是艾哈邁德·賈比爾·薩巴赫之子，其母為俾路支族裔女子法蒂瑪·穆罕默德·阿爾巴盧希（Fatima Mohammed Albalooshi）。 他在科威特完成小學及中學教育。

### 軍事指揮
- 代理指揮官，受委派擔任科威特第25突擊旅隸屬的第2突擊營指揮官，隸屬於雅爾穆克旅
- 1968年11月25日，以中尉軍階擔任科威特埃米爾衛隊的參謀軍官

#### 法塔赫成員與六日戰爭
法哈德曾是巴勒斯坦組織法塔赫的成員，該組織最初總部設於約旦，後來遷至黎巴嫩。 1967年6月，科威特武裝部隊首次在國境外參與行動，參加了以色列與四個阿拉伯國家（埃及、伊拉克、敘利亞和約旦）之間的六日戰爭。法哈德以代理指揮官的身份，受委派領導科威特陸軍雅爾穆克旅第2突擊營，參與了埃及戰線的戰鬥。
1971年，法哈德因在黎巴嫩作戰被捕，隨後被遣返回科威特。

## 奧林匹克與體育行政生涯

### 科威特體育
- 主席，科威特奧林匹克委員會，1974–1985年、1989–1990年。[1]
- 主席，卡迪西亞體育會，1969–1979年。
- 主席，科威特籃球協會，1974–1978年。

### 阿拉伯體育
- 第一副主席，阿拉伯體育聯盟，1976–1990年。
- 第一副主席，阿拉伯籃球聯合會，1974–1976年。

### 亞洲體育
- 主席，亞洲手球總會，1974–1990年。
- 主席，亞洲運動會聯合會，1979–1982年。
- 主席，亞奧理事會，1982–1990年。

### 國際體育
- 副主席，國際手球總會，1980–1990年。
- 副主席，國家奧委會聯合會（Association of National Olympic Committee），1979–1990年。
- 成員，國際奧林匹克委員會，1981–1990年。
- 執委會成員，國際奧委會，1985–1989年。

#### 1982年世界盃事件
在1982年世界盃科威特對法國的比賽中，法國攻入一球時部分科威特球員因聽見哨聲而停止動作（該哨聲並非主裁判所吹）。主裁斯圖帕爾原判進球有效，法哈德隨後步入球場要求推翻判決，最終該球被判無效。 1988年，他邀請時任法國隊隊長米歇爾·普拉蒂尼參加科威特對蘇聯的備戰賽，普拉蒂尼出場21分鐘，被科威特方面定位為對其六年前「不當行為」的象徵性道歉。

## 死亡
1990年8月2日伊拉克入侵科威特首日，法哈德在達斯曼宮（其兄長、埃米爾贾比尔·艾哈迈德·萨巴赫的主要官邸）被伊拉克軍人擊斃。其死亡經過未有定論。一種說法稱，他遲到抵達宮殿——此地原為與埃米爾及王儲計畫撤離的集合點——抵達時其他人已離開，伊軍已控制宮殿並將其殺害。 另一說法（可能有所誇張）稱他在「達斯曼宮戰役」中捍衛宮殿而陣亡。還有一說指他抵達後與伊軍守衛發生口角，隨即遭射殺。

## 個人生活
法哈德已婚，育有五子一女。其中一子艾哈邁德曾任亞奧理事會主席並為國際奧林匹克委員會委員。